# Paecilaema longicruris
Paecilaema longicruris is een hooiwagen uit de familie Cosmetidae.